# عقب‌نشینی مدیریت‌شده

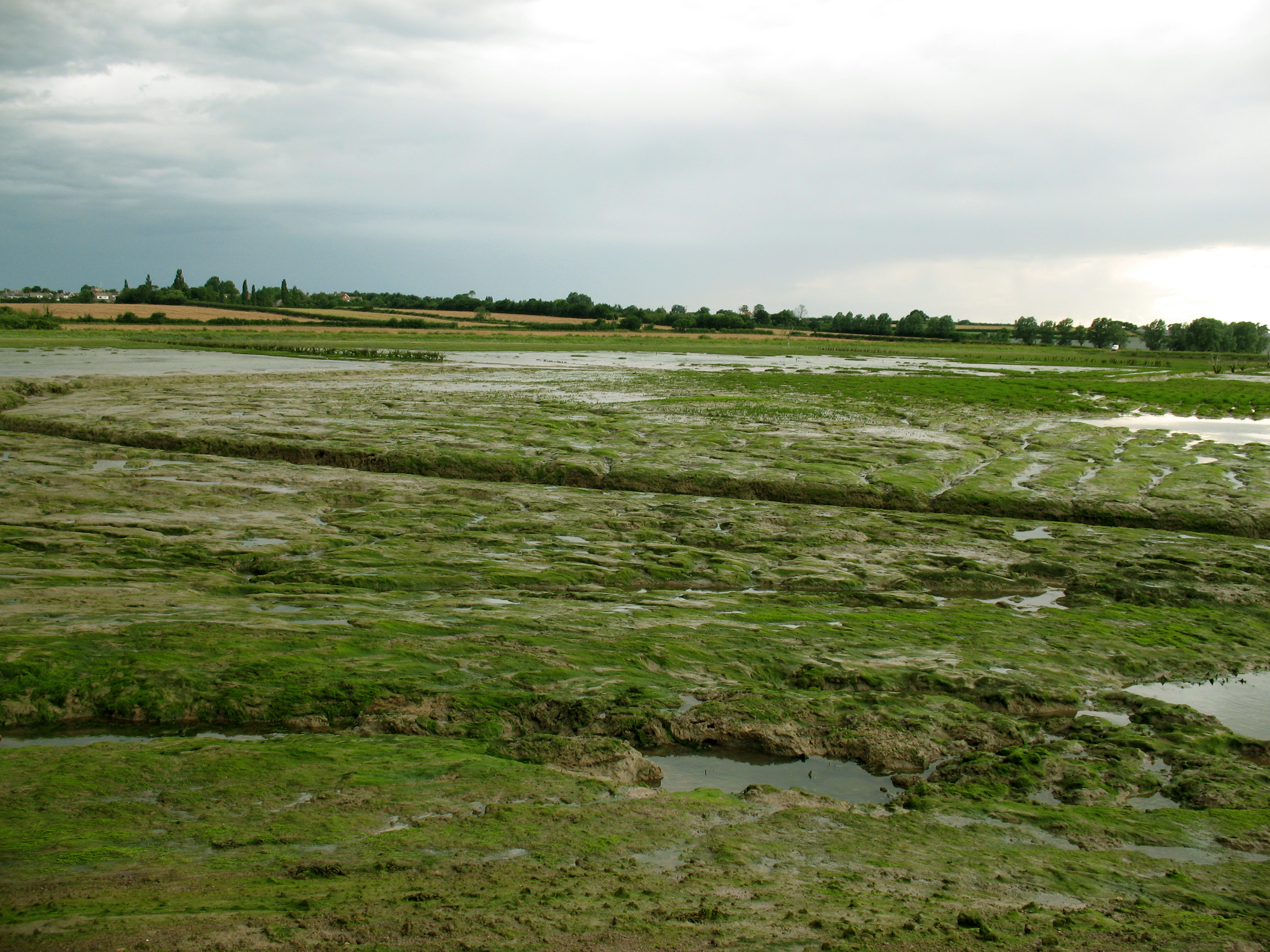
سایت بازسازی مدیریت‌شده تولسبری در اسکس، اولین تلاش گسترده برای احیای مرداب نمکی در بریتانیا

عقب‌نشینی مدیریت‌شده شامل جابجایی هدفمند و هماهنگ افراد و ساختمان‌ها به دور از خطرات است. این ممکن است شامل حرکت یک فرد، زیرساخت (مثلاً ساختمان یا جاده) یا جامعه باشد. این می‌تواند در پاسخ به انواع خطرات مانند سیل، آتش‌سوزی یا خشکسالی رخ دهد. سیاستمداران، بیمه‌گران و ساکنان به‌دلیل تهدید افزایش سطح آب دریاها به‌دلیل تغییرات اقلیمی، به‌طور فزاینده‌ای به عقب‌نشینی مدیریت‌شده از مناطق ساحلی کم‌ارتفاع توجه می‌کنند. روندهای تغییرات اقلیمی پیش‌بینی می‌کنند که سطح آب دریاها در سراسر جهان به میزان قابل توجهی افزایش می‌یابد و ازطریق فرسایش ساحلی به زیرساخت‌های انسانی آسیب می‌رساند و جوامع را در معرض خطر سیل شدید ساحلی قرار می‌دهد.

راهبردهای سازگاری با تغییرات اقلیمی برای کاهش خطرات ناشی از افزایش سطح دریا برای جوامع ساحلی: ➀ عدم واکنش؛ ② حفاظت پیشرفته؛ ③ تعدیل؛ ④ پیشرفت؛ ⑤ عقب‌نشینی مدریت‌شده؛ ⑥ سازگاری مبتنی‌بر بوم‌سازگان.

نوع عقب‌نشینی مدیریت‌شده پیشنهادی به مکان و نوع مخاطرات طبیعی، و سیاست‌ها و رویه‌های محلی برای عقب‌نشینی مدیریت‌شده بستگی دارد. در بریتانیا، اصلاح مدیریت‌شده ازطریق حذف سیل‌بندها اغلب پاسخی به افزایش سطح دریا است که توسط فرونشست محلی تشدید می‌شود. در ایالات متحده، عقب‌نشینی مدیریت‌شده اغلب ازطریق تملک و تخریب داوطلبانه یا جابجایی املاک در معرض خطر توسط دولت انجام می‌شود. در کشورهای جنوبی جهان، جابجایی ممکن است ازطریق برنامه‌های دولتی انجام شود. برخی از کشورهای کم‌ارتفاع که به‌دلیل افزایش سطح دریا با سیل مواجه هستند، درحال برنامه‌ریزی برای جابجایی جمعیت خود هستند، مانند کیریباتی که درحال برنامه‌ریزی برای «مهاجرت با عزت» است.

## هم‌ترازی مدیریت‌شده
در بریتانیا، دلیل اصلی تغییر مدیریت‌شده، بهبود پایداری ساحلی است، که اساساً جایگزین کردن استحکامات ساحلی «سخت» مصنوعی با اشکال طبیعی «نرم» ساحلی است. به‌گفته متیو ام. لینهام و رابرت جی. نیکولز، محققان دانشگاه ساوت‌همپتون، «یکی از بزرگ‌ترین معایب تغییر مدیریت‌شده این است که این گزینه مستلزم واگذاری زمین به دریا است.» یکی از مزایای آن این است که می‌تواند با ایجاد فضاهای طبیعی که به‌عنوان حائل برای جذب آب یا کاهش نیروی امواج عمل می‌کنند، به محافظت از زمین‌های دورتر در خشکی کمک کند.
همچنین از تنظیم مجدد مدیریت‌شده برای کاهش از دست رفتن زیستگاه‌های بین جزرومدی استفاده شده است. اگرچه احیای زمین در گذشته عامل مهمی در از بین رفتن مرداب‌های نمکی در بریتانیا بوده است، اعتقاد بر این است که بخش عمده‌ای از از بین رفتن مرداب‌های نمکی فعلی در بریتانیا به‌دلیل فرسایش است. این فرسایش ممکن است شامل فشرده‌سازی ساحلی باشد، جایی که دیوارهای دریایی محافظ از مهاجرت باتلاق‌های نمکی به‌سمت خشکی در پاسخ به افزایش سطح دریا، زمانی که منبع رسوب محدود است، جلوگیری می‌کنند. باتلاق‌های نمکی تحت دستورالعمل زیستگاه‌های اتحادیه اروپا محافظت می‌شوند و همچنین زیستگاه تعدادی از گونه‌های محافظت‌شده توسط دستورالعمل پرندگان را فراهم می‌کنند (ناتورا ۲۰۰۰). با پیروی از این راهنما، طرح برنامه عمل تنوع زیستی بریتانیا با هدف جلوگیری از خسارات خالص به منطقه مرداب‌های نمکی موجود در سال ۱۹۹۲ تدوین شده است؛ بنابراین، یک الزام قانونی است که تمام خسارات در منطقه باتلاقی باید با جایگزینی زیستگاه با ویژگی‌های بیولوژیکی معادل جبران شود. این معادل نیاز به بازیابی تقریباً ۱٫۴ است کیلومتر مربع زیستگاه مرداب نمکی در سال در بریتانیا. یکی از دلایل اصلی ذکر شده برای سرعت پایین احیای مرداب‌های نمکی فعلی در بریتانیا، عدم قطعیت مرتبط با این عمل (آینده‌نگری) است.
هیچ پروتکل توافق‌شده‌ای در مورد نظارت بر سایت‌های مدیریت‌شدهٔ تنظیم مجدد وجود ندارد و در نتیجه، تعداد بسیار کمی از سایت‌ها به‌طور مداوم و مؤثر تحت نظارت قرار می‌گیرند. با توجه به سطح پایین نظارت، شواهد کمی وجود دارد که بتوان پروژه‌های اصلاح مدیریت‌شده آینده را براساس آن بنا کرد. این امر منجر به غیرقابل پیش‌بینی بودن شدید نتایج طرح‌های اصلاح مدیریت‌شده شده است.

## برنامه‌های جابجایی
عقب‌نشینی مدیریت‌شده به‌شکل جابجایی در مناطق داخلی و ساحلی در پاسخ به سیل‌های شدید و طوفان‌ها مورد استفاده قرار گرفته است. در ایالات متحده، این اغلب به‌شکل برنامه‌های «بازخرید» صورت می‌گیرد که در آن دولت املاک در معرض خطر را خریداری و جابجا یا تخریب می‌کند. در برخی موارد، خانه‌های شخصی پس‌از وقوع بلایا خریداری می‌شوند. در موارد دیگر، مانند اودانا و سولجرز گروو، ویسکانسین، یا والمیر، ایلینوی، یا آیل دو ژان چارلز، لوئیزیانا، کل جامعه نقل مکان کرده است.
عقب‌نشینی مدیریت‌شده می‌تواند بسیار بحث‌برانگیز باشد. ساکنان دل مار، کالیفرنیا، دادخواستی را علیه برنامهٔ خانه‌های عقب‌نشینی مدیریت‌شده مطرح کردند که براساس نگرانی‌هایی مبنی‌بر اینکه ارزش خانه‌ها، هزینه‌های بیمه و محدودیت توسعهٔ خانه از اثرات این سیاست بوده است، تنظیم شده بود. برخی از مناطقی که در طرح عقب‌نشینی مدیریت‌شده گنجانده شده‌اند، بالاتر از سطح دریا هستند و عمدتاً براساس هزینه‌های مهندسی تخمینی و مطالعاتی که توسط خود کمیسیون ساحلی کالیفرنیا تأمین مالی شده‌اند، توصیه می‌شوند.
علی‌رغم این جنجال، با افزایش هزینه‌های سازگاری با تغییرات اقلیمی، جوامع بیشتری شروع به بررسی عقب‌نشینی مدیریت‌شده کرده‌اند. یکی از این جوامع، مارینا، کالیفرنیا، در مجاورت خلیج مونتری است. پذیرش عمومی مارینا از عقب‌نشینی مدیریت‌شده، موضوع مقاله‌ای ویژه در لس آنجلس تایمز شد که در سال ۲۰۲۰ منتشر شد.

## نمونه‌هایی از هم‌ترازی مجدد

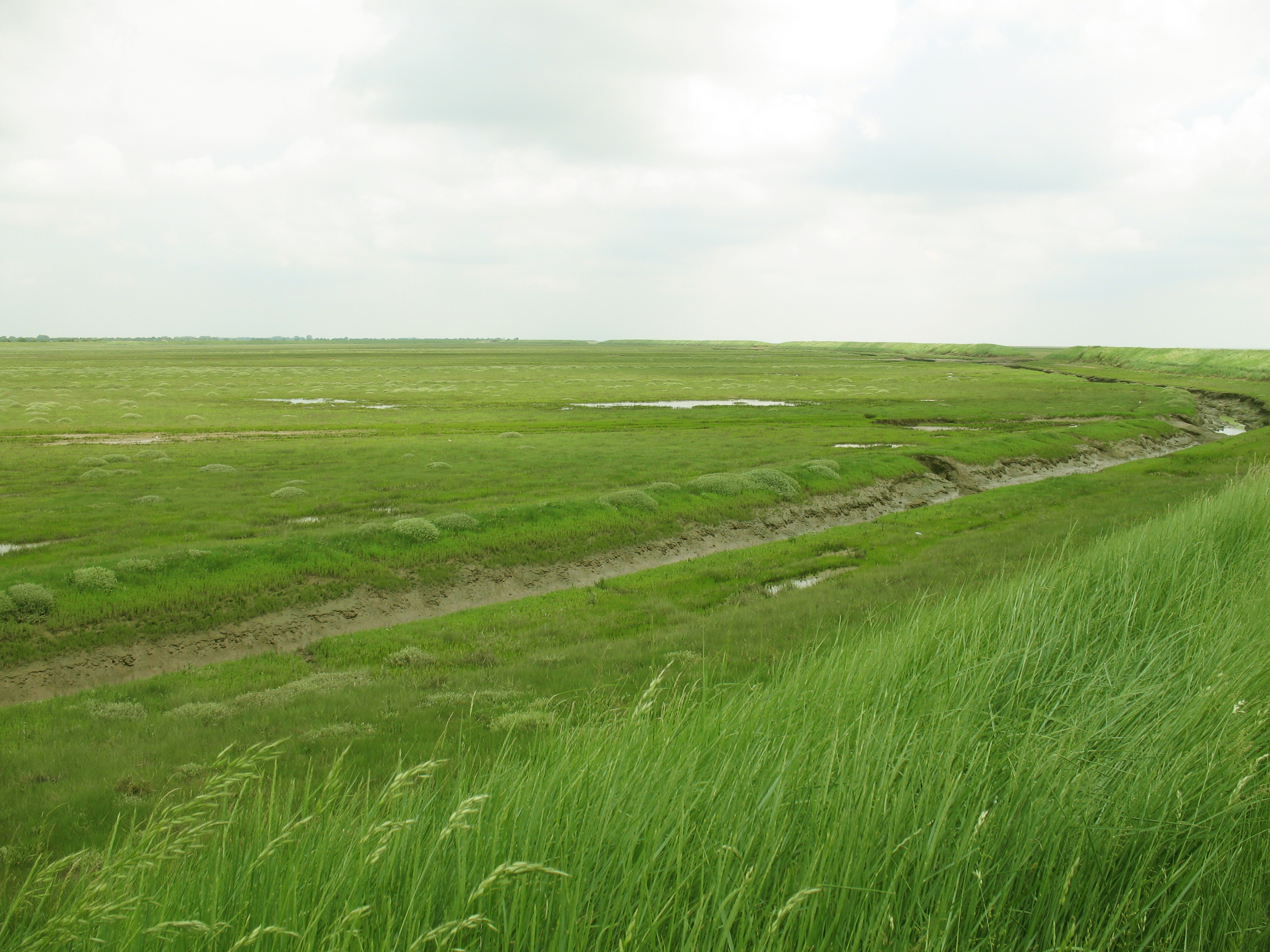
سایت اصلاح مدیریت‌شدهٔ ساحل فریستون، لینکلن‌شر

در بریتانیا، اولین محل عقب‌نشینی مدیریت‌شده، مساحتی بالغ بر ۸٬۰۰۰ متر مربع (۸۶٬۰۰۰ فوت مربع) داشت. در جزیره نورثی در اسکس که در سال ۱۹۹۱ زیر آب رفت، و پس‌از آن مکان‌های بزرگ‌تری در تولس‌بری و اورپلندز (۱۹۹۵)، ساحل فریستون (۲۰۰۱) و مزرعه ابوتس هال در گریت ویگبورو در مصب بلک‌واتر، این یکی از بزرگ‌ترین طرح‌های عقب‌نشینی مدیریت‌شده در اروپا است. این منطقه تقریباً ۲۸۰ هکتار (۶۹۰ جریب فرنگی) از زمین‌های ضلع شمالی خور (۲۰۰۲) و تعدادی دیگر را پوشش می‌دهد. این برنامه توسط بنیاد حیات وحش اسکس (EWT) که مالک مزرعه ابوتس هال است، آغاز شد. آنها پنج شکاف در دیوار دریایی قدیمی اصلی ایجاد کردند تا آب دریای عقب مانده از آن عبور کرده و باتلاق نمکی ایجاد شود. این مرداب به مرور زمان به حالت اولیه خود قبل از کشت بازگشت و زیستگاه و محل مناسبی برای پرورش پرندگان فراهم کرد.

## عقب‌نشینی اجباری تحت‌تأثیر تغییرات اقلیمی
از سال ۲۰۱۰، بیانیه سیاست ساحلی نیوزیلند، سیاستی تحت قانون مدیریت منابع سال ۱۹۹۱، دولت را ملزم به انجام عقب‌نشینی‌های مدیریت‌شده کرده است.
در نتیجه دو رانش زمین مرتبط با تغییرات اقلیمی در نیوزیلند در سال ۲۰۰۵، شورای منطقه واکاتان شروع به برنامه‌ریزی برای مهاجرت مرتبط با تغییرات اقلیمی به شهرک ماتاتا در طول دهه آینده کرد. اکثریت قریب‌به‌اتفاق ساکنان نیاز به جابجایی را پذیرفتند و این کار را با کمک و غرامت شورا انجام دادند، اما تا تاریخ اکتبر ۲۰۲۱ یکی از ساکنان این فرایند و لزوم نقل‌مکان را رد کرده و اکنون تنها ساکن باقی‌مانده این محله است. راب بل، متخصص خطرات ساحلی مؤسسه ملی تحقیقات آب و علوم جوی، می‌گوید مسئله عقب‌نشینی در درجه اول اجتماعی-سیاسی است تا فنی.